# На Мамурру и Цезаря
«На Мамурру и Цезаря» — условное название стихотворения римского поэта Гая Валерия Катулла, включённого в состав посмертного сборника («Книги Катулла Веронского») под номером 57. Автор пишет, ни к кому не обращаясь, о Гае Юлии Цезаре и его офицере Марке Витрувии Мамурре, причём подвергает их крайне жёсткой критике. Это «подлецы развратные», которые спят в одной постели, «в каждом поровну тать и соблазнитель», Цезарь — «любострастник», а Мамурра — «хлыщ».
Возможно, одну строку из этого стихотворения имеет в виду Светоний, когда пишет: «Цезарь не скрывал, что в стишках о Мамурре Катулл заклеймил его вечным клеймом». У Катулла говорится: «Пятна накрепко въелись, их не смоешь».